# Elezioni europee del 2014 in Italia
Le elezioni europee del 2014 in Italia si sono tenute il 25 maggio per eleggere i membri italiani della VIII legislatura del Parlamento europeo. Con l'entrata in vigore del trattato di Lisbona, i seggi spettanti all'Italia sono 73.
La consultazione vide la vittoria del Partito Democratico, guidato dal Presidente del Consiglio dei ministri Matteo Renzi, che conseguì il 40,81% dei voti, il miglior risultato in percentuale mai ottenuto dal partito. L'affluenza alle urne subì un calo rispetto alle precedenti elezioni, fermandosi al 57,22%.
In concomitanza con le elezioni europee, si votò anche per il rinnovo dei Consigli regionali di Piemonte ed Abruzzo e di alcune amministrazioni locali.

## Sistema elettorale
Il sistema elettorale impiegato, di tipo proporzionale, è regolato dalla legge elettorale italiana per il Parlamento europeo del 1979, modificata nel 2009 con l'introduzione della soglia di sbarramento e nel 2014 per quanto riguarda i voti di preferenza.
L'intero territorio nazionale costituisce un collegio unico ripartito in cinque circoscrizioni plurinominali, ad ognuna delle quali è assegnato un numero variabile di seggi, almeno in via teorica proporzionale alla popolazione risultante dell'ultimo censimento generale del 2011.
I seggi sono dapprima ripartiti tra le liste nell'ambito del collegio unico nazionale, sulla base della somma dei voti da esse raccolti nelle circoscrizioni. Accedono al riparto le sole liste che abbiano ottenuto almeno il 4% dei voti validi. In deroga a tale soglia, le liste delle minoranze linguistiche possono collegarsi ad un'altra lista di orizzonte nazionale: in tal caso la lista della minoranza linguistica somma i propri voti a quelli della lista nazionale e ottiene un seggio qualora un suo candidato ottenga almeno 50 000 suffragi. La ripartizione dei seggi fra le liste avviene con il metodo Hare-Niemeyer dei quozienti naturali e dei più alti resti. Determinato il numero di seggi spettanti ad ogni lista, gli stessi vengono suddivisi fra le singole circoscrizioni con lo stesso principio proporzionale: ne consegue il ruolo meramente procedurale delle circoscrizioni, dato che il numero di seggi ad esse effettivamente assegnato può discostarsi da quello teoricamente attribuito in base alla popolazione residente.
La legge prevede la possibilità di esprimere il voto di preferenza: ogni elettore può indicare fino a tre candidati della lista circoscrizionale votata. Per rafforzare la rappresentanza di genere, la terza preferenza è annullata qualora l'elettore indichi tre candidati dello stesso sesso.

### Circoscrizioni
Il territorio nazionale è suddiviso in cinque circoscrizioni plurinominali così ripartite:
| Le circoscrizioni italiane per le elezioni europee del 2014 | Numero | Circoscrizione (regioni)                                                                   | Scheda elettorale | iscritti spettanti | iscritti assegnati | iscritti assegnati | iscritti assegnati | iscritti assegnati | iscritti assegnati | iscritti assegnati | iscritti assegnati |
| Le circoscrizioni italiane per le elezioni europee del 2014 | Numero | Circoscrizione (regioni)                                                                   | Scheda elettorale | iscritti spettanti | PD                 | M5S                | FI                 | LN                 | NCD                | AE                 | SVP                |
| ----------------------------------------------------------- | ------ | ------------------------------------------------------------------------------------------ | ----------------- | ------------------ | ------------------ | ------------------ | ------------------ | ------------------ | ------------------ | ------------------ | ------------------ |
| Le circoscrizioni italiane per le elezioni europee del 2014 | I      | Italia nord-occidentale (Valle d'Aosta, Piemonte, Liguria, Lombardia)                      | grigia            | 20                 | 9                  | 4                  | 3                  | 2                  | 1                  | 1                  | N.D.               |
| Le circoscrizioni italiane per le elezioni europee del 2014 | II     | Italia nord-orientale (Trentino-Alto Adige, Veneto, Friuli-Venezia Giulia, Emilia-Romagna) | marrone           | 14                 | 6                  | 3                  | 2                  | 2                  | -                  | -                  | 1                  |
| Le circoscrizioni italiane per le elezioni europee del 2014 | III    | Italia centrale (Toscana, Umbria, Marche, Lazio)                                           | rossa             | 14                 | 7                  | 3                  | 2                  | 1                  | -                  | 1                  | N.D.               |
| Le circoscrizioni italiane per le elezioni europee del 2014 | IV     | Italia meridionale (Abruzzo, Molise, Campania, Puglia, Basilicata, Calabria)               | arancione         | 17                 | 6                  | 5                  | 4                  | -                  | 1                  | 1                  | N.D.               |
| Le circoscrizioni italiane per le elezioni europee del 2014 | V      | Italia insulare (Sicilia, Sardegna)                                                        | rosa              | 8                  | 3                  | 2                  | 2                  | -                  | 1                  | -                  | N.D.               |

### Ricorso costituzionale
Il 9 maggio 2014 il Tribunale di Venezia, accogliendo il ricorso dell'avvocato Felice Besostri, ha rinviato alla Corte Costituzionale la decisione sulla costituzionalità sulla legge elettorale per le elezioni europee, in particolare per la presunta incostituzionalità della soglia di sbarramento fissata al 4%. In un'intervista lo stesso Besostri ha dichiarato che, nel caso di sentenza favorevole della Consulta, i candidati delle liste che non hanno superato la soglia di sbarramento potranno presentare ricorso e potrebbe essere eventualmente necessario procedere alla rettifica della proclamazione degli eletti. La Consulta ha ritenuto (sentenza 15 giugno 2015, n. 110) inammissibile il ricorso per motivazione insufficiente;
Successivamente il Consiglio di Stato ha rimesso la legge alla Consulta in seguito a un ricorso presentato da Giorgia Meloni e Fratelli d'Italia - Alleanza Nazionale, che si è quindi nuovamente espressa nell'ottobre 2018 dichiarando infondate le questioni sollevate.

## Delegazioni presenti al Parlamento Europeo al momento del voto
Fino alle elezioni del 25 maggio erano presenti al Parlamento Europeo le seguenti delegazioni italiane:
|                                              | Gruppo del Partito Popolare Europeo                    |
| Forza Italia                                 | 15                                                     |
| Nuovo Centrodestra                           | 7                                                      |
| Unione dei Democratici Cristiani e di Centro | 5                                                      |
| Fratelli d'Italia - Alleanza Nazionale       | 2                                                      |
| Popolari per l'Europa                        | 2                                                      |
| Südtiroler Volkspartei                       | 1                                                      |
| Unione Democratici per l'Europa              | 1                                                      |
| Futuro e Libertà per l'Italia                | 1                                                      |
|                                              | Alleanza Progressista dei Socialisti e dei Democratici |
| Partito Democratico                          | 23                                                     |
|                                              | Europa della Libertà e della Democrazia                |
| Lega Nord                                    | 6                                                      |
| Io Cambio                                    | 1                                                      |
| Io Amo l'Italia                              | 1                                                      |
|                                              | Alleanza dei Democratici e dei Liberali per l'Europa   |
| Italia dei Valori                            | 4                                                      |
|                                              | Gruppo dei Conservatori e dei Riformisti Europei       |
| Fratelli d'Italia                            | 1                                                      |
| Conservatori e Social Riformatori            | 1                                                      |
|                                              | Non iscritti                                           |
| Lega Nord                                    | 1                                                      |
| Indipendenti                                 | 1                                                      |

## Liste elettorali ammesse
Il 7 aprile sono stati presentati presso Ministero dell'interno i contrassegni elettorali e il 16 aprile le liste circoscrizionali di candidati.
Sono state ammesse le seguenti dodici liste.
| Liste ammesse | Liste ammesse                                                                         | Partito politico europeo | Gruppo politico al Parlamento europeo                                                | Seggi prima del voto |
| ------------- | ------------------------------------------------------------------------------------- | ------------------------ | ------------------------------------------------------------------------------------ | -------------------- |
|               | Partito Democratico (PD) Include anche PSI, UVP e ALPE                                | PSE                      | Alleanza Progressista dei Socialisti e dei Democratici                               | 23                   |
|               | Forza Italia (FI) Inclusi anche membri di Cantiere Popolare e Moderati in Rivoluzione | PPE                      | Gruppo del Partito Popolare Europeo Gruppo dei Conservatori e dei Riformisti Europei | 16 1                 |
|               | Nuovo Centrodestra - Unione di Centro (NCD-UdC)                                       | PPE                      | Gruppo del Partito Popolare Europeo                                                  | 12                   |
|               | Lega Nord (LN) Include anche DF                                                       | MELD                     | Europa della Libertà e della Democrazia Non iscritti                                 | 6 1                  |
|               | Italia dei Valori (IdV)                                                               | ALDE                     | Alleanza dei Democratici e dei Liberali per l'Europa                                 | 4                    |
|               | Fratelli d'Italia - Alleanza Nazionale (FdI-AN)                                       | Nessuno                  | Gruppo del Partito Popolare Europeo Europa della Libertà e della Democrazia          | 2 1                  |
|               | Südtiroler Volkspartei (SVP) Include anche PATT e SSK                                 | PPE                      | Gruppo del Partito Popolare Europeo                                                  | 1                    |
|               | Scelta Europea (SE) SC, CD, FFD, etc.                                                 | Nessuno                  | Gruppo dei Conservatori e dei Riformisti Europei                                     | 1                    |
|               | Io Cambio - Movimento Associativo Italiani all'Estero (IC-MAIE)                       | Nessuno                  | Europa della Libertà e della Democrazia                                              | 1                    |
|               | Movimento 5 Stelle (M5S)                                                              | Nessuno                  | Nessuno                                                                              | 0                    |
|               | L'Altra Europa con Tsipras (AET) SEL, PRC, Grüne, etc.                                | Nessuno                  | Nessuno                                                                              | 0                    |
|               | Verdi Europei - Green Italia Green Italia e Federazione dei Verdi                     | PVE                      | Nessuno                                                                              | 0                    |

## Risultati
| Liste                  | Liste                                                                                   | Partito europeo        | Gruppo                 | Voti       | %     | Seggi | Differenza | Differenza  |
| Liste                  | Liste                                                                                   | Partito europeo        | Gruppo                 | Voti       | %     | Seggi | %          | Seggi       |
| ---------------------- | --------------------------------------------------------------------------------------- | ---------------------- | ---------------------- | ---------- | ----- | ----- | ---------- | ----------- |
|                        | Partito Democratico (PD)                                                                | PSE                    | S&D                    | 11 203 231 | 40,81 | 31    | 14,69      | 10          |
|                        | Movimento 5 Stelle (M5S)                                                                | –                      | EFDD                   | 5 807 362  | 21,16 | 17    | nuovo      | nuovo       |
|                        | Forza Italia (FI)                                                                       | PPE                    | PPE                    | 4 614 364  | 16,81 | 13    | 18,84      | 16          |
|                        | Lega Nord - DF (LN-DF)                                                                  | EAF                    | ENF                    | 1 688 197  | 6,15  | 5     | 4,06       | 4           |
|                        | Nuovo Centrodestra - Unione di Centro (NCD-UDC) - Nuovo Centrodestra - Unione di Centro | PPE                    | PPE                    | 1 202 350  | 4,38  | 3 2 1 | –          | · nuovo · 4 |
|                        | L'Altra Europa con Tsipras (AET)                                                        | SE                     | GUE/NGL                | 1 108 457  | 4,04  | 3     | nuovo      | nuovo       |
|                        | Fratelli d'Italia - Alleanza Nazionale (FdI-AN)                                         | –                      | –                      | 1 006 513  | 3,67  | -     | nuovo      | nuovo       |
|                        | Verdi Europei - Green Italia (VE-GI)                                                    | PVE                    | –                      | 250 102    | 0,91  | -     | nuovo      | Stabile     |
|                        | Scelta Europea (SE)                                                                     | ALDE                   | –                      | 197 942    | 0,72  | -     | nuovo      | nuovo       |
|                        | Italia dei Valori (IdV)                                                                 | ALDE                   | –                      | 181 373    | 0,66  | -     | 7,35       | 7           |
|                        | Südtiroler Volkspartei (SVP)                                                            | PPE                    | PPE                    | 138 037    | 0,50  | 1     | 0,04       | Stabile     |
|                        | Io Cambio - MAIE                                                                        | –                      | –                      | 50 978     | 0,18  | -     | nuovo      | nuovo       |
| Totale                 | Totale                                                                                  | Totale                 | Totale                 | 27 448 906 | 100   | 73    |            |             |
| Schede bianche e nulle | Schede bianche e nulle                                                                  | Schede bianche e nulle | Schede bianche e nulle | 1 542 352  | 5,32  |       |            |             |
| Votanti                | Votanti                                                                                 | Votanti                | Votanti                | 28 991 258 | 57,22 |       |            |             |
| Elettori               | Elettori                                                                                | Elettori               | Elettori               | 50 662 460 | 100   |       |            |             |

### Europarlamentari eletti
I membri italiani del Parlamento europeo della VIII legislatura sono 73.

### Affluenza
| Circoscrizioni | Circoscrizioni | Circoscrizioni        | Circoscrizioni | Circoscrizioni | Circoscrizioni | Circoscrizioni | Circoscrizioni | Circoscrizioni | Circoscrizioni |
| NORD-OVEST | NORD-OVEST     | NORD-EST              | NORD-EST       | CENTRO         | CENTRO         | SUD            | SUD            | ISOLE          | ISOLE          |
| --- | -------------- | --------------------- | -------------- | -------------- | -------------- | -------------- | -------------- | -------------- | -------------- |
| Liguria | 60,70%         | Emilia-Romagna        | 69,98%         | Lazio          | 56,38%         | Abruzzo        | 64,13%         | Sicilia        | 42,88%         |
| Lombardia | 66,43%         | Friuli-Venezia Giulia | 57,63%         | Marche         | 65,60%         | Basilicata     | 49,45%         | Sardegna       | 42,00%         |
| Piemonte | 67,44%         | Trentino-Alto Adige   | 52,70%         | Toscana        | 66,71%         | Calabria       | 45,76%         |                |                |
| Valle d'Aosta | 49,58%         | Veneto                | 63,93%         | Umbria         | 70,50%         | Campania       | 51,08%         |                |                |
| |                |                       |                |                |                | Molise         | 54,75%         |                |                |
| Puglia | 51,52%         |                       |                |                |                |                |                |                |                |
| Totale | 65,98%         | Totale                | 64,47%         | Totale         | 61,80%         | Totale         | 51,70%         | Totale         | 42,44%         |
| Totale: 57,22% Fonte: Ministero dell'Interno, su elezioni.interno.it. URL consultato il 28 maggio 2014 (archiviato dall'url originale il 28 maggio 2014). |                |                       |                |                |                |                |                |                |                |

I votanti sono stati 28 991 258, pari al 57,22% dei 50 662 460 elettori aventi diritto. Escludendo i voti degli italiani all'estero l'affluenza è stata del 58,69%, in calo di quasi 8 punti percentuali rispetto al 66,43% delle precedenti elezioni europee del 2009.

## Partiti maggioritari nei singoli comuni
| Lista / n. comuni            | Nordovest | Nordest | Centro | Sud   | Isole | Totale |
| ---------------------------- | --------- | ------- | ------ | ----- | ----- | ------ |
| Partito Democratico          | 2.716     | 1.287   | 921    | 1.322 | 590   | 6.836  |
| Movimento 5 Stelle           | 66        | 6       | 14     | 119   | 94    | 299    |
| Forza Italia                 | 128       | 5       | 44     | 290   | 53    | 520    |
| Lega Nord                    | 118       | 35      | -      | -     | 2     | 155    |
| Nuovo Centrodestra-UDC       | 2         | 1       | 2      | 34    | 20    | 59     |
| L'Altra Europa con Tsipras   | -         | -       | 1      | 2     | 2     | 5      |
| Fratelli d'Italia            | 5         | -       | 2      | 11    | 3     | 21     |
| Verdi Europei - Green Italia | -         | -       | -      | -     | -     | -      |
| Scelta Europea               | -         | -       | -      | 3     | 1     | 4      |
| Italia dei Valori            | -         | -       | -      | 3     | 1     | 4      |
| Südtiroler Volkspartei       | -         | 133     | -      | -     | -     | 133    |
| Io Cambio-MAIE               | -         | -       | -      | 1     | -     | 1      |
| Parità                       | 11        | 2       | 2      | 4     | 1     | 20     |
| Totale                       | 3.046     | 1.469   | 986    | 1.789 | 767   | 8.057  |

## Confronto con altre elezioni
Il 40,8% ottenuto dal PD alle elezioni europee 2014 è il risultato percentuale più alto mai raggiunto ad una elezione (riguardante l'intero territorio italiano) da un partito di centrosinistra. Inoltre, rappresenta il terzo miglior risultato percentuale di sempre di un partito italiano, dopo quelli conseguiti dalla Democrazia Cristiana alle elezioni politiche nel 1948 (col 48,5%) e nel 1958 (col 42,4%), con la differenza che si trattava di elezioni per altro organo, e che in questi due casi la percentuale dei votanti rispetto al numero degli aventi diritto fu rispettivamente del 92,23 e del 93,83%, contro il 57,22% di affluenza delle Europee 2014.

## Galleria d'immagini

Partito Democratico
Movimento 5 Stelle
Forza Italia
Lega Nord - Die Freiheitlichen
Nuovo Centrodestra - Unione di Centro
L'Altra Europa con Tsipras
Fratelli d'Italia - Alleanza Nazionale
Distacco tra le prime due liste